# ВЛ11
ВЛ11 (в честь Владимира  Ленина, 11-я серия) — советский грузовой магистральный двухсекционный электровоз постоянного тока, массово выпускавшийся с 1987 по 2006 год; отдельные модификации мелкими сериями строились до 2015 года.

## История
В начале 1970-х годов по заказу МПС СССР велись работы по созданию нового грузового электровоза на базе ВЛ10, но большей мощности. Первоначально делались попытки приспособить двухсекционный ВЛ10 под работу тремя секциями, а также были построены два опытных, также двухсекционных, электровоза ВЛ12 с новыми ТЭД. Однако в результате на Тбилисском электровозостроительном заводе (ТЭВЗ) был создан новый электровоз ВЛ11, секции которого могли работать по системе многих единиц.
Электровоз ВЛ11-001 был построен в 1987 году и поступил для испытаний на Сурамский перевал Закавказской железной дороги.
Всего, с 1987 по 2015 годы построено 1346 электровозов серий:
- ВЛ11 — 574 шт.[2]
- ВЛ118 — 259 шт. вместе с ВЛ11У8, отличаются изменёнными электрическими схемами (убрано глубокое ослабление поля на первой позиции, для компенсации увеличено сопротивление реостата), не могут работать совместно с серией ВЛ11
- ВЛ11У8 — сцепной вес увеличен со 184 т до 200 т за счёт балласта
- ВЛ11М — 467 шт., модернизированные — безразрывные переходы между всеми тремя соединениями, выпускались с 1986 по 2006 годы[3]
- ВЛ11М/5 — кузов по габаритам как на ВЛ11М, передняя маска от электровоза ВЛ15, убрана СМЕ. Выпускался в 2007 — 2008 годах, с появлением электровоза ВЛ11М6 выпуск прекратился. Выпущено 13 шт., эксплуатируется в Азербайджане и на Украине[3].
- ВЛ11М/6 — новый кузов с кабиной по типу электровозов 2ЭЛ5, новая кабина и пульт управления, изменённые части электровоза, статический вспомогательный преобразователь и другое оборудование. Выпускался по заказу Украинских железных дорог в 2008-2015 годах, всего выпущено 32 шт., эксплуатируются на Приднепровской железной дороге 28 шт. и 4 шт. на Железной дороге Азербайджана[3].
- ВЛ11К, ВЛ11КН — модернизированные электровозы с заменой маски кабины машиниста, пульта управления и части электрооборудования[4]

По состоянию на 2013—2014 гг. электровозы семейства ВЛ11 работают на многих железных дорогах бывшего СССР. На Украине они служат на Донецкой, Львовской, Приднепровской и Южной ЖД. На перевальном участке Лавочное — Бескидский тоннель — Воловец в Карпатах Львовской ЖД, имеющем уклоны в 29 тысячных (это участок с самым крутым уклоном на магистральных линиях бывшего СССР), используется кратная тяга — часто 3 двухсекционных электровоза ВЛ11 тянут состав, а ещё 1 дополнительный двухсекционный ВЛ11 используется как локомотив-толкач. На железных дорогах Грузии электровозы этой серии работают также с пассажирскими поездами (ВЛ11-279, ВЛ11-312, ВЛ118−779 и другие).
- ВЛ11-072 с грузовым поездом
- ВЛ11М-225
- ВЛ11.8-729/711А в трёхсекционной компоновке с грузовым поездом
- ВЛ11М−356 в окрасе РЖД
- ВЛ11К-400 на территории депо кольца ВНИИЖТ
- ВЛ11К-053 на станции Курган
- ВЛ11М6-494 в депо Нижнеднепровск-Узел
- ВЛ11М5-471 с грузовым поездом
- ВЛ11М4-466

## Конструкция
По сравнению с ВЛ10 на электровозе ВЛ11 были сохранены тележки, тяговые электродвигатели, вспомогательные машины, токоприёмники и контакторы. Кузов был несколько изменён в связи с установкой межсекционных соединений (появились клеммные ящики по бокам передней автосцепки секции) и изменением компоновки электроаппаратуры. Значительным изменениям подверглись цепи управления и силовые цепи.
При положении реверсивной рукоятки М (моторный режим) переводом главной рукоятки контроллера машиниста (КтМ) ТЭД каждой секции могут соединяться четыре последовательно (последовательно-параллельное или сериес-параллельное соединение, СП) или параллельно (два по два). Предусмотрена возможность последовательного соединения всех электродвигателей, как двух, так и трёх секций электровоза (маневровое сериесное соединение, положение реверсивной рукоятки СМ). Возможен режим рекуперативного торможения.
- Вид из кабины машиниста
- Пульт машиниста ВЛ11.8-828
- Токоприёмник электровоза ВЛ11
- Пульт машиниста ВЛ11К-053

Тяговые параметры, масса, конструктивная скорость двухсекционного электровоза ВЛ11 аналогичны электровозу ВЛ10. Однако для упрощения силовой схемы ВЛ11 рассчитан на трогание не на сериесном (последовательном) соединении всех восьми либо двенадцати ТЭД (ст. РКСУ, а на сериес-параллельном (СП) — 4 двигателя каждой секции соединены в отдельную цепь. Из-за этого ток при трогании намного больше, чем был бы на сериесном соединении (вместо одной цепи — 2 или 3 параллельных, плюс ток в каждой больше, чем был бы в одной — около 400 А на секцию для ВЛ11 первых выпусков), есть опасность пережога контактного провода.
Однако предусмотрена возможность последовательного соединения всех ТЭДов электровоза для маневрирования с низкими скоростями, для этого реверсивная рукоятка контроллера (КтМ) переключается из положения М (моторное) в положение СМ (сериесное моторное), переключатели ПкС переводят все 8 либо 12 двигателей на последовательное соединение и при наборе позиций контроллера до 21-й электровоз работает на сериесном соединении, дальнейший набор невозможен. Для перехода на СП и П нужно сбросить контроллер на ноль и переключить реверсивную рукоятку в М — ПкС дугогашения не имеют и схема на это не рассчитана, поэтому реверсивная и главная рукоятки КтМ механически сблокированы — реверсивная блокируется при страгивании главной из нулевого положения. Подобный метод трогания неудачен, так как требует сброса тяги на ноль, но используется для предотвращения пережога контактного провода и для экономии электроэнергии, грубая аналогия — переключение раздаточной коробки вездехода с пониженной передачи на повышенную..
- Контроллер машиниста ВЛ11-543
- Контроллер машиниста ВЛ11М-224
- Машинное отделение ВЛ118−738
- Межсекционное соединение в 3-секционном ВЛ11М

ВЛ11М от ВЛ11 отличается прежде всего возможностью полноценной, с переходами без сброса контроллера на ноль, работы на трёх соединениях тяговых электродвигателей независимо от числа секций — ходовые позиции 18, 33 и 48, включение тяги на скорости более плавное, так как убрано ослабление поля на первых позициях, необходимое на ВЛ11 для плавного трогания на СП-соединении — при включении тяги на скорости глубокое ОП приводит к рывку. В ходе выпуска ВЛ11 в их конструкцию вносился и ряд других изменений, таких, как замена электродвигателей компрессора, установка оборудования САУРТ (система автоматического управления рекуперативным торможением), изменение электрических схем (ВЛ118), увеличение сцепного веса (ВЛ11У8) и другие.
В качестве конструктивных недостатков всех типов ВЛ11 специалисты отмечают плохую шумоизоляцию кабины машиниста и склонность электровоза к боксованию. Кроме того, неавтоматизированная реостатно-контакторная система управления тяговыми двигателями, по сути, унаследованная от ранних советских электровозов постоянного тока, уже к началу выпуска серии ВЛ11 безнадежно устарела. 

### Модернизации
- В локомотивном депо Беюк-Шор Азербайджанской железной дороги выполнена модернизация четырёх электровозов ВЛ11М с переделкой кабин машиниста, схемы цепей управления, силовой схемы и крышевого оборудования (подробности модернизации неизвестны). В результате этой модернизации появились четыре электровоза, получившие местное обозначение E4s (277, 333, 345, ???) — четырёхосные односекционные пассажирские электровозы (E = elektrovoz, 4 = количество осей, s = sərnişin (пассажирский)). Внешне они очень похожи на электровозы серии 4Е10, производимые на Тбилисском электровозостроительном заводе.
- Электровоз ВЛ11-003 приписки ТЧЭ1 Ярославль-Главный Северной дирекции тяги был оборудован автоматической рекуперативно-реостатной системой торможения поезда СТАРР-014. На март 2019 года это был единственный локомотив с такой доработкой (проект Э3278.00.00 ПКБ ЦТ ОАО «РЖД»), при этом система СТАРР-014 готовится к серийному производству с возможностью внедрения на всех модификациях серий ВЛ11 и ВЛ10. Она создавалась для повышения эффективности режима рекуперации, а также для повышения безопасности движения за счёт возможности применения реостатного торможения при невозможности применения рекуперативного или пневматического торможения, а также за счёт более совершенного алгоритма управления и повышения надёжности системы электрического (как рекуперативного, так и реостатного) торможения. Проведённые испытания подтвердили достижение этих целей. За время подконтрольной эксплуатации (с сентября 2017 года по март 2019 года) отказов опытной системы не выявлено. Высокая надёжность системы обеспечена применением цифровой схемотехники (низковольтные аналоговые сигналов управления устранены), а также реализацией современных методов защиты входных и выходных каскадов электронных блоков. Для защиты от юза и устранения динамических перегрузок в сцепных устройствах обеспечен плавный вход в рекуперативный и реостатный режимы. Кроме вышеперечисленного, в результате проведённых работ устранён самый главный недостаток более ранних систем рекуперативного торможения. Он заключается в том, что в этом режиме (особенно на больших скоростях) у них возникают автоколебания, приводящие к динамическим перегрузкам в составе поезда, из-за чего приходилось ограничивать применение рекуперации[6].

- Электровоз ВЛ11М-178 в 2012 году по проекту компании Твема и ПКБ ЦТ был переоборудован в самоходную путеизмерительную лабораторию в ремонтном депо Рыбное. В машинном отделении секции Б локомотива было демонтировано всё основное электрооборудование и вместо него размещены отсеки с измерительным оборудованием, кухня, купе для отдыха персонала, рабочее помещение с компьютерами, серверная и санузел, при этом круглые окна были заменены на прямоугольные. Электровоз был оснащён двумя системами контроля: лазерной путеизмерительной «Сокол-2» и оптической видеосистемой «СВОД-2». Лазерная система проводит фиксацию и анализ параметров пути, таких как ширина колеи, план и профиль пути, уровень, рихтовка, просадка, износ и подуклонка рельсов. Видеосистема осуществляет регистрацию дефектов верхнего строения пути. Также в секции был размещён отсек с преобразователями постоянного тока 3 кВ в трёхфазный переменный ток 380 В и аппаратами коммутации, при этом оставлено несколько защитных аппаратов и сохранён наружный токоприёмник. Осевая нагрузка секции в 23 тс была сохранена, что позволяет проводить измерения при воздействиях, которые оказывают на путь более локомотивы. Секция А продолжила выполнять роль электровозной, на ней были проведены незначительные доработки[7][8].